# Las Cuevas (Mendoza)

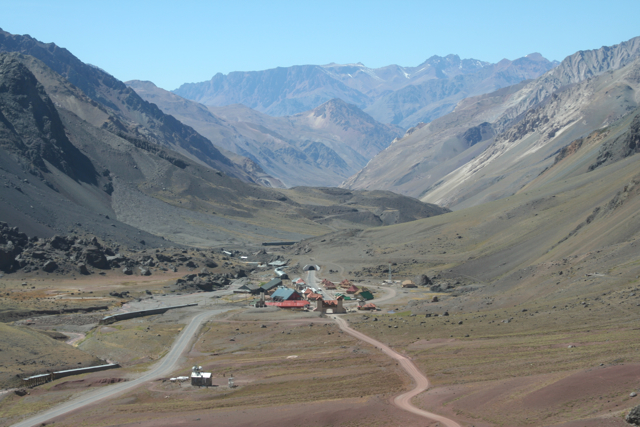
Blick vom Paso de La Cumbre auf Las Cuevas

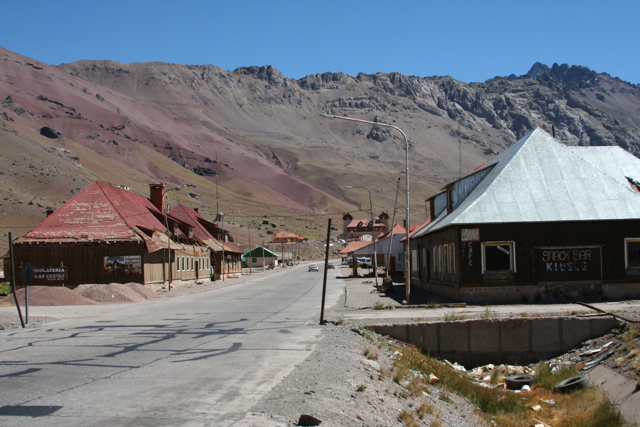
Die Ruta Nacional 7 erreicht Las Cuevas

Las Cuevas ist eine argentinische Siedlung im Departamento Las Heras in der Provinz Mendoza.

## Lage
Las Cuevas liegt auf 3151 Meter im Tal des Rio de Las Cuevas zwischen den Massiven des Cerro Tolosa und des Cerro Santa Elena, der Gipfel des Cerro Aconcagua befindet sich etwa 25 Kilometer nordöstlich.
Durch die Ortschaft verläuft die Ruta Nacional 7, die alte Strecke über den Paso de La Cumbre zweigt unmittelbar hinter Las Cuevas von der Strecke zum Túnel del Cristo Redentor ab. Die Entfernung zur Provinzhauptstadt Mendoza beträgt 210 Kilometer, Uspallata liegt 88 Kilometer östlich; die chilenische Hauptstadt Santiago de Chile ist nur etwa 160 Kilometer entfernt.

## Klima
Bedingt durch die Höhe und die Lage in einem engen, in Ost-West-Richtung ausgerichteten Tal in einem ariden Gebiet sind die Jahreszeiten extrem ausgeprägt. Während im Sommer (Dezember/Januar) Temperaturen von 25 °C und mehr erreicht werden können, fallen die Temperaturen im Winter (Juni/Juli) auf −20 °C; die Durchschnittstemperatur im Juli beträgt −2 °C, im Januar 11 °C.
Ein Großteil der äußerst geringen Niederschläge geht als Schneefall nieder, das wüstenhafte Umfeld führt auch innerhalb des Tagesverlaufs zu erheblichen Temperaturschwankungen.

## Bevölkerung und Dienstleistungen
Laut Volkszählung (2001) lebten nur sieben Menschen dauerhaft in Las Cuevas, dessen Bedeutung seit der Schließung der Eisenbahnstrecke und der Eröffnung des Túnel del Cristo Redentor stark gesunken ist. Heute werden die noch vorhandenen Einrichtungen (Restaurant, Souveniergeschäft) hauptsächlich von Tagestouristen genutzt, die integrierten chilenisch-argentinischen Grenz- und Zollkontrolle für die Einreise nach Argentinien findet heute weiter östlich nahe der Puente del Inca statt. Für die Einreise nach Chile finden die Grenzkontrollen westlich des Grenztunnels statt.